# Powerlifting ai XVI Giochi paralimpici estivi - 67 kg femminile
Le gare di powerlifting della categoria fino a 67 kg femminile ai XVI Giochi paralimpici estivi si sono svolte il 28 agosto 2021 presso il Tokyo International Forum.
La vincitrice è stata Tan Yujiao.

## Risultati
| Pos. | Atleta                   | Peso (kg) | Sollevamenti (kg) | Sollevamenti (kg) | Sollevamenti (kg) | Sollevamenti (kg) | Risultato (kg) |
| Pos. | Atleta                   | Peso (kg) | 1                 | 2                 | 3                 | 4                 | Risultato (kg) |
| ---- | ------------------------ | --------- | ----------------- | ----------------- | ----------------- | ----------------- | -------------- |
|      | Tan Yujiao               | 66,64     | 125               | 128               | 133               | 141               | 133            |
|      | Fatma Omar               | 65,51     | 116               | 120               | 128               | –                 | 120            |
|      | Olaitan Ibrahim          | 64,57     | 115               | 119               | 127               | –                 | 119            |
| 4    | Raushan Koishibayeva     | 65,81     | 106               | 112               | 112               | –                 | 112            |
| 5    | Kim Hyeong-hui           | 65,54     | 105               | 111               | 113               | –                 | 111            |
| 6    | Tetyana Shyrokolava      | 62,60     | 105               | 109               | 111               | –                 | 105            |
| 7    | Maria Markou             | 65,22     | 93                | 94                | 99                | –                 | 99             |
| 8    | Paulina Przywecka-Puziak | 65,37     | 92                | 94                | 98                | –                 | 98             |